# Wálter Foster
Wálter Gerhard Forster (Campinas, 23 de marzo de 1917 - São Paulo, 3 de septiembre de 1996) fue un actor de radio, cine, teatro y pionero de la televisión brasileña.

## Trayectoria
De ascendencia alemana e irlandesa, trabajó en las décadas de 1930 y 1940 en varias estaciones de radio como locutor y redactor. En 1950 fue contratado por la recién fundada Rede Tupi, la primera estación de televisión de Brasil y América Latina. Al año siguiente escribió, dirigió y protagonizó la telenovela Sua Vida Me Pertence, la primera de su tipo transmitida en Brasil. La telenovela fue en blanco y negro, se transmitió en vivo y solo se transmitieron 15 capítulos entre el 21 de diciembre de 1951 y el 8 de febrero de 1952. 
Actuó como el protagonista Alfredo y se vio envuelto en una gran polémica en su momento luego de besar a la actriz Vida Alves, quien interpretó a su amada en la telenovela. La polémica se debió al conservadurismo de la sociedad brasileña en ese momento que veía un beso entre actores como algo escandaloso. Debido a esto, todas las grabaciones y fotos de las telenovelas fueron destruidas años después, y actualmente solo tienen algunas imágenes de la misma. 
En los demás anõs de su vida se dedicó al teatro y la televisión, donde dirigió numerosos programas de auditorio, festivales y telenovelas, donde también continuó actuando ao lado de Hebe Camargo e Cidinha Campos. Se jubiló en 1983 después de su último trabajo, el programa de preguntas y respuestas Acredite Se Quiser de Rede Manchete. 
En los últimos años de su vida vivió con su familia, haciendo participaciones en algunas telenovelas y concedió entrevistas sobre el inicio de la televisión en Brasil. Falleció el 3 de febrero de 1996 con 79 años. 

## Trabajos
Telenovelas
- 1951 : Sua Vida Me Pertence.. Alfredo
- 1965 : O Caminho das Estrelas.. Eduardo
- 1965 : Paixão de Outono.. Alberto Andrade
- 1968 : Beto Rockfeller.. Otávio
- 1969 : Super Plá.. Werneck
- 1970 : As Bruxas.. Guilherme
- 1972 : Vitória Bonelli.. Dr. João Fontana
- 1974 : ídolo de Pano... Mario Jorge
- 1977 : O Profeta
- 1979 : Como Salvar Meu Casamento
- 1982 : Maria Stuart
- 1982 : A Casa da Pensão
- 1982 : Avenida Paulista.. Álvaro
- 1982 : Paiol Velho
- 1983 : Maça do Amor
- 1986 : Memórias de um Gigolô
- 1987 : Helena.. Participación especial
- 1995 : Sangue do Meu Sangue
- 1996 :  A Última Semana